# سیارک ۵۱۸۲۷
سیارک ۵۱۸۲۷ (به انگلیسی: 51827 Laurelclark، نامگذاری:2001OH38) پنجاه و یک هزار و هشتصد و بیست و هفتمین سیارک کشف شده‌است، که در ۲۰ ژوئیه ۲۰۰۱ کشف شد.